# The Art of Breaking
The Art of Breaking è il quarto album studio dei Thousand Foot Krutch, pubblicato nel 2005.

## Tracce
1. Absolute (3:19)
2. Slow Bleed (3:14)
3. The Art of Breaking (3:19)
4. Stranger (3:48)
5. Hurt (4:44)
6. Hand Grenade (4:13)
7. Move (3:28)
8. Hit the Floor (3:48)
9. Go (3:46)
10. Make Me a Believer (2:49)
11. Breathe You In (4:19)

## Formazione
- Trevor McNevan - voce
- Steve Augustine - batteria
- Joel Bruyere - basso